# Rage of Bahamut: Genesis
Rage of Bahamut: Genesis (神撃のバハムート GENESIS, Shingeki no Bahamut Genesis) est une série télévisée d'animation japonaise basée sur le jeu de carte Rage of Bahamut. Elle est produite par le studio MAPPA avec une réalisation de Keiichi Sato, un scénario de Keiichi Hasegawa et des compositions de Yoshihiro Ike. Elle est diffusée entre octobre et décembre 2014 au Japon et dans les pays francophones en simulcast par Wakanim. Une seconde saison, Rage of Bahamut: Virgin Soul (神撃のバハムート VIRGIN SOUL, Shingeki no Bahamut: Virgin Soul) est diffusée depuis avril 2017. Une série télévisée d'animation dérivée, intitulée Rage of Bahamut: Manaria Friends (Shingeki no Bahamut - Manaria Gakuin), était initialement prévue pour avril 2016, avant d'être repoussée, et finalement diffusée à partir du 20 janvier 2019.

## Synopsis
Il y a 2000 ans, un dragon géant surnommé Bahamut menaça le monde d'une destruction totale. Mettant de côté leurs différends, les humains, les dieux et les démons scellèrent son pouvoir et divisèrent la clé du sceau du dragon en deux, confiant une moitié aux dieux et l'autre aux démons. Cependant une mystérieuse fille va bousculer cet équilibre en volant la partie laissée aux dieux.

## Personnages
Favaro Leone (ファバロ・レオーネ, Fabaro Reōne)
Le personnage principal de l'histoire. Il a une cicatrice le long du visage et des cheveux roux ébouriffés. Chasseur de Primes, fils d'un voleur de renommée et ami d'enfance de Kaisar, il rencontre par hasard Amira lors d'une soirée trop alcoolisée, où il prétend connaître un chemin à Helheim, contrée reculée dans les neiges du monde et réputée inaccessible, et fait un pacte avec elle, lui donnant une queue de démon. De nature peu sérieuse et prétentieuse, il n'hésite pas à berner son entourage pour obtenir ce qu'il veut.
Kaisar Lidfald (カイザル・リドファルド, Kaizaru Ridofarudo)
L'ami d'enfance de Favaro, Kaisar est chasseur de primes et fils d'une lignée de chevaliers déchue depuis l'échec de son père lors d'une mission d'escorte qui a été prise d'assaut par des voleurs, menés par le père de Favaro. Depuis lors, il le traque sans relâche, parfois au risque de se mettre lui-même en danger. Il possède de longs cheveux noirs plaqués en arrière et retenus par trois barrettes blanches de chaque côté du crâne, et est un maître escrimeur. Doté d'un grand sens de justice, il aide à plusieurs reprises les gens qu'il rencontre au fil de sa traque pour Favaro, et est facilement trompé.
Amira (アーミラ, Āmira)
Une jeune fille d'apparence, avec de longs cheveux roses pâles et des yeux violets, Amira est en réalité une démone aux pouvoirs titanesques, responsable d'avoir dérobé la "Clé des Dieux" au Paradis. Elle cherche à retourner à Helheim pour y retrouver sa mère et suit donc Favaro dans ce but. Elle ne possède qu'une seule aile, ayant perdu l'autre dans son échappée du Paradis.
Rita (リタ, Rita)
Une jeune fille Nécromancienne originaire de Nebelville, elle contrôlait autrefois tout son village zombifié grâce à son grimoire de nécromancie. Mais alors qu'elle tente de protéger ses parents, sa mère la mord à l'épaule, faisant d'elle une zombie à son tour. Depuis elle suit Kaisar, préférant sa compagnie à celle des morts-vivants de Nebelville.
Azazel (アザゼル, Azazeru)
Un ange déchu portant quatre cornes et deux paires ailes noires (une paire est plus petite que l'autre), sous les ordres de Lucifer. Il a les yeux violets, les lèvres violettes et les cheveux blancs. Dans la saison 1, il est chargé de localiser Amira et la "Clé des Dieux". Dans la saison 2, il porte le surnom de "démon en haillons". Il y est également tenu responsable de comploter contre le roi et de tuer les humains qui traitaient les démons de manière inhumaine.
Jeanne d'Arc (ジャンヌ・ダルク, Jannu Daruku)
Une femme blonde et assez grande avec des yeux magenta. La plupart de ses longs cheveux sont tirés en arrière en queue. Après avoir reçu une révélation divine, elle a été choisie comme « sainte » comme avant-garde des dieux contre les démons. C’est une guerrière forte, intrépide et honorable, chevalier de l'ordre des chevaliers d'Orléans. Ses vêtements changes régulièrement au cours de la série, mais elle est le plus souvent vue portant une armure de plates. Dans la saison 2, elle a un fils issu d'une miraculeuse conception alors qu'elle priait l'ange Michael. Il se prénomme El et est aussi connu comme Mugaro.
Bacchus (バッカス, Bakkasu)
Un dieu exilé chargé de donner les récompenses aux chasseurs de primes, une fois le travail de ces derniers réalisé. C'est un homme de grande taille, aux cheveux blancs et à la barbe blanche attachée en queue de cheval, dégarni sur le haut du crâne et qui est surtout un grand amateur de vins. Souvent, il tient avec lui un long bâton épais et au sommet argenté qu'il utilise pour exercer ses pouvoirs.
Hamsa (ハンサ, Hansa)
Hamsa est un canard blanc qui porte une petite couronne sur la tête en guise de couvre-chef. Il serait la réincarnation d’un dieu qui a inexplicablement pris cette apparence. Compagnon de Bacchus, il est chargé de guider les chasseurs de primes dans leurs tâches.
Gabriel (ガブリエル, Gaburieru)
Un ange féminin aux longs cheveux verts et muni d'une large paire d'ailes blanches. Elle est l’un des quatre archanges qui gouvernent sur les cieux. C'est elle qui gère l'organisation des dieux en l'absence du roi de ces derniers, Zeus. Dans la saison 1, elle porte une robe blanche longue et fluide, une paire de gants assortie et divers accessoires dorés fixés sur sa robe. Son apparence change légèrement dans la saison 2.

### Autres personnages (Saison 2)
Nina Drango (ニーナ・ドランゴ, Nīna Dorango)
Un des personnages principaux de la saison 2. Une jeune femme aux cheveux roses et à la personnalité joyeuse et optimiste, venue travailler dans la capitale royale en tant que chasseuse de primes. Elle vient d'un village paisible où les habitants ont la capacité de se transformer en dragons, mais Nina peine encore à contrôler cette transformation.
El/Mugaro (エル/ムガロ, Eru/Mugaro)
De son vrai prénom El, Mugaro est un jeune garçon androgyne et assez mystérieux, suivant et soutenant Azazel. Il a les cheveux noirs et courts, une tenue relativement sombre et possède une paire d'yeux vairons. Il porte également à son coup une cicatrice à la suite d'un évènement passé qui le rendit muet depuis. Mugaro est le fils de Jeanne d'Arc et est issu d'une miraculeuse conception. À l'origine, il portait une petite paire d'ailes et avait les cheveux blonds. Sa mère, à contrecœur, se sépara de lui pour le sauver d'une probable persécution. Pour éviter qu'il ne soit reconnu, elle coupa ses ailes. Dépouillé de sa capacité à parler par un marchand d’esclaves, l'enfant fut plus tard recueilli et adopté par Azazel qui le nomma "Mugaro".
Sofiel (ソフィエル, Sofieru)
Un ange aux cheveux roses et aux yeux bleus, à la personnalité dévouée et attentionnée. Elle est une candidate pour devenir l’un des quatre archanges. Elle porte en tant d'ange un vêtement blanc d'une seule pièce avec une paire de bottes blanches ainsi que des gants noirs. Elle possède également un cercle doré posé sur sa tête et semblable à un diadème.
Charioce XVII (シャリオス17世, Shariozu 17-sei)
Dans la saison 2, Charioce XVII (17) est le roi de la capitale royale, Anatae. De son vrai nom Chris, il apparaît comme un jeune homme séduisant, maigre et assez musclé, considéré comme étant un roi puissant et influent. Il a les cheveux blond platine de style mulet, avec des sourcils gris foncé et des yeux dorés. Il est craint parmi ses sujets car déterminé à éliminer tous ceux qui osent se mettre en travers de son chemin. Il se montre également très direct dans ses paroles et ses actes.

## Anime
La production de la série d'animation basée sur Rage of Bahamut est annoncée en décembre 2013. Celle-ci est produite au sein du studio MAPPA avec une réalisation de Keiichi Sato, une histoire de Keiichi Hasegawa, des compositions de Yoshihiro Ike et une conception des personnages par Naoyuki Onda. Sa diffusion a débuté le 6 octobre 2014 au Japon. Dans les pays francophones, la série est négociée par Dybex et diffusée en simulcast par Wakanim.
Une seconde saison est annoncée en mai 2015. Intitulée Rage of Bahamut: Virgin Soul, celle-ci est diffusée depuis avril 2017.

### Liste des épisodes

#### Saison 1
| No  | Titre de l’épisode en français         | Titre original de l’épisode      | Date de 1re diffusion |
| --- | -------------------------------------- | -------------------------------- | --------------------- |
| 1   | Wytearp débarque                       | Encounter Wytearp                | 6 octobre 2014        |
| 2   | La Fuite de Livian                     | Escape of Levian                 | 13 octobre 2014       |
| 3   | Les brumes de Nebelville               | Fog of Nebelville                | 20 octobre 2014       |
| 4   | Réunion à Ysmenport                    | Reunion at Ysmenport             | 27 octobre 2014       |
| 5   | Sauvetage à Sword Valley               | Rescue in Sword Valley           | 3 novembre 2014       |
| 6   | Le Saint Légendaire                    | Anatae, Part 1: Legendary Saint  | 10 novembre 2014      |
| 6.5 | Résumé                                 | Roundup                          | 17 novembre 2014      |
| 7   | La tempête fait rage                   | Anatae, Part 2: The Storm Rages  | 24 novembre 2014      |
| 8   | Au-delà de l'orage                     | Anatae, Part 3: Beyond the Storm | 1er décembre 2014     |
| 9   | Décision dans le bois des lamentations | Decision in the Wailing Woods    | 8 décembre 2014       |
| 10  | Helheim, Terre de Mensonges            | Helheim, Land of Lies            | 15 décembre 2014      |
| 11  | Tous les chemins mènent à Abos         | All Roads Lead to Abos           | 22 décembre 2014      |
| 12  | La Rage de Bahamut                     | Rage of Bahamut                  | 29 décembre 2014      |

#### Saison 2[6]
| No | Titre de l’épisode en français     | Titre original de l’épisode    | Date de 1re diffusion |
| -- | ---------------------------------- | ------------------------------ | --------------------- |
| 1  | Dragon rouge                       | Red Dragon                     | 8 avril 2017          |
| 2  | Les misérables                     | The Miserables                 | 15 avril 2017         |
| 3  | Rencontre fermée                   | Close Encounter                | 22 avril 2017         |
| 4  | Allume feu                         | Firestarter                    | 29 avril 2017         |
| 5  | Ceux qui n'abandonneront pas       | Those Who Won't Give Up        | 6 mai 2017            |
| 6  | Vacances anatéennes                | Anatean Holiday                | 13 mai 2017           |
| 7  | Le Jour de la Victoire             | The Day of Victory             | 20 mai 2017           |
| 8  | Le Jour de la Défaite              | The Day of Defeat              | 27 mai 2017           |
| 9  | Comme d'habitude, comme d'habitude | Same Old, Same Old             | 3 juin 2017           |
| 10 | Comme elle était avant             | The Way She Was                | 10 juin 2017          |
| 11 | Déclaration de guerre              | Declaration of War             | 17 juin 2017          |
| 12 | La grande évasion                  | The Great Escape               | 24 juin 2017          |
| 13 | Un Adieu aux armes                 | A Farewell to Arms             | 1er juillet 2017      |
| 14 | Retour à la maison                 | Homecoming                     | 8 juillet 2017        |
| 15 | La Cité des Dieux : Partie 1       | City of the Gods, part 1       | 15 juillet 2017       |
| 16 | La Cité des Dieux : Partie 2       | City of the Gods, part 2       | 22 juillet 2017       |
| 17 | Âmes immaculées                    | Virgin Souls                   | 28 juillet 2017       |
| 18 | Invictus                           | Invictus                       | 18 août 2017          |
| 19 | Devrions-nous danser ?             | Shall we dance?                | 25 août 2017          |
| 20 | Du Paradis en Enfer                | From Heaven to Hell            | 1er septembre 2017    |
| 21 | Vengeance                          | Vengeance                      | 8 septembre 2017      |
| 22 | Par où souffle le vent ?           | Which way is the wind blowing? | 15 septembre 2017     |
| 23 | L'éveil du cauchemar               | Rise of the Nightmare          | 22 septembre 2017     |
| 24 | Cours, Nina, cours                 | Run, Nina, run                 | 29 septembre 2017     |

### Musique
| Générique | Début    | Début         | Début           | Fin      | Fin                      | Fin          |
| Générique | Épisodes | Titre         | Artiste         | Épisodes | Titre                    | Artiste      |
| --------- | -------- | ------------- | --------------- | -------- | ------------------------ | ------------ |
| 1         | 2 – 11   | EXiSTENCE     | SiM             | 2 – 11   | Promised Land            | Risa Shimizu |
| 1         | 2 – 11   | EXiSTENCE     | SiM             | 12       | EXiSTENCE                | SiM          |
| 2         | 2 – 13   | LET iT END    | SiM             | 2 – 13   | Haikei Goodbye Sayounara | DAOKO        |
| 2         | 14 – 23  | Walk This Way | THE BEAT GARDEN | 14 – 23  | Cinderella step          | DAOKO        |

### Doublage
| Personnages    | Personnages    | Voix japonaises  | Voix françaises    |
| -------------- | -------------- | ---------------- | ------------------ |
| Favaro Leone   | Favaro Leone   | Hiroyuki Yoshino | Arthur Pestel      |
| Kaisar Lidfald | Kaisar Lidfald | Go Inoue         | Brice Ournac       |
| Amira          | Amira          | Risa Shimizu     | Emmanuelle Lambrey |
| Rita           | Rita           | Miyuki Sawashiro | Gabrielle Jéru     |
| Lavalley       | Lavalley       | Hiroaki Hirata   | Martial Le Minoux  |
| Bacchus        | Bacchus        | Hiroshi Iwasaki  | Laurent Pasquier   |
| Michael        | Michael        | Shouta Aoi       | Dimitri Rougeul    |
| Jeanne D'Arc   | Jeanne D'Arc   | Megumi Han       | Dany Benedito      |
| Azazel         | Azazel         | Masakazu Morita  | Damien Laquet      |
| Kerberos       | Kerberos       | Eri Kitamura     | Justine Hostekint  |
| Martinet       | Martinet       | Kenjiro Tsuda    | Hyppolite Audouy   |
| Lucifer        | Lucifer        | Takahiro Sakurai | Fabien Albanese    |
| Charioce XIII  | Charioce XIII  | Tessho Genda     | Jean-Marc Galéra   |